# Цховребадзе, Георгий
Георгий Цховребадзе (груз. გიორგი ცხოვრებაძე; род. 19 февраля 2001 года, Тбилиси) — грузинский гандболист, выступает за немецкий клуб «ВФЛ Гуммерсбах» и сборную Грузии.

## Карьера

### Клубная
Георгий Цховребадзе научился играть в гандбол в своем родном Тбилиси. В ноябре 2017 года перешёл в юношескую академию гандбола французского клуба первого дивизиона "Монпелье". В сезоне 2019-20 годов правый защитник ростом 194 см сыграл свои первые игры в первом французском дивизионе. В сезоне 2021-22 года Георгий был отдан в аренду швейцарскому клубу первого дивизиона Пфади Винтертур, после чего вернулся в "Монпелье". В сезоне 2023-24 годов он перешёл в клуб немецкой бундеслиги ВфЛ Гуммерсбах.

### В сборной
В составе сборной Грузии Георгий Цховребадзе прошёл квалификацию на чемпионат Европы 2024 года. В 2021 году Грузия принимала мужской IHF / EHF Trophy. После побед над Азербайджан (36:16), Молдова (27:20), Болгария (32:19) и в финале Кипр (32:18) хозяева стали первыми победителями турнира, Цховребадзе стал лучшим бомбардиром турнира.
В январе 2024 года был включён в состав сборной для участия в чемпионате Европы, который состоялся в Германии.